# Велосипедный шатун
Велосипедный шатун (нем. Tretkurbel, англ. bicycle crank) — это рычаг, передающий усилие с педалей на вал каретки.
Шатун — это некорректное название детали, закрепившееся по ошибке. Очевидно, что ноги велосипедиста совместно с педалями и валом каретки образуют кривошипно-шатунный механизм. При этом часть механизма, делающая полный оборот вокруг оси — это кривошип, а узел, передающий возвратно-поступательное движение на вал кривошипа — это шатун. В случае велосипеда, предмет статьи является кривошипом, а шатуном является голень велосипедиста.
Намного корректнее называть предмет статьи педалью, поскольку это по определению рычаг, на который нажимают ногой. А сами платформы для упора ногой педалями, строго говоря, не являются — они не являются механическим рычагом. Это просто платформа, свободно вращающаяся на оси.

## Основные сведения
Пара шатунов устанавливаются на валу каретки с противоположных сторон под углом 180° друг к другу с тем, чтобы велосипедист мог постоянно производить давление на один из них при вращении педалей. В этом случае ноги попеременно отдыхают от усилий давления.
Шатуны — одни из самых сильно нагруженных деталей велосипеда. На российских дорожных велосипедах их делают из стали, а на зарубежных и спортивных — из алюминиевых сплавов или композитных материалов. Чтобы уменьшить вес и сохранить прочность, производители пускаются на разные ухищрения — делают их полыми, имеющими замысловатые поперечные сечения.
Два шатуна и блок передних звездочек образуют т. н. систему (нем. Kettenblattgarnitur или Kurbelsystem а также Kurbelsatz; англ. crankset). Иногда (чаще на недорогих велосипедах) система выполнена в виде неразборной конструкции, объединенной вместе с правым шатуном, и тогда при износе звездочек приходится менять всю систему целиком. На велосипедах средней и верхней ценовых категорий передние звездочки обычно можно отсоединить от правого шатуна, то есть их можно менять независимо, по мере износа зубьев.

## Обслуживание
Необходимость замены шатунов возникает также при их поломке или повреждении. Снимать шатуны (один или оба) приходится ещё для регулировки или замены каретки. Нужно следить за правильной затяжкой педалей и крепления к валу каретки, ослабшее соединение может привести к срыву резьбы или деформации гнезда под каретку.

## Инструменты
- Съёмник шатунов
- Шестигранник на 8 мм

## Изобретатели
Изобретателями велосипедных шатунов считаются:
- Пьер Мишо (1813—1883), Франция — педальный узел велосипеда 1861.
- Пьер Лаллеме (1843—1891), Франция — США (патент № 59915), 1866[1].
- Филипп Мориц Фишер (1812—1890), Германия — велосипед с шатунами, 1869.

## Разное
- При покупке новых шатунов надо учитывать то, что существуют несколько разновидностей кареток, отличающихся типом оси. Надо выбирать шатуны, совместимые с имеющейся кареткой. Кроме того, шатуны выпускаются разной длины, (от 150 до 190 мм). Слишком длинные шатуны на раме небольших размеров могут привести к неудобствам при езде по неровной местности, а слишком короткие потребуют дополнительных усилий при педалировании. Типичная длина шатунов — 170—175 мм, чем больше ростовка (высота) рамы, тем длиннее шатуны.
- Сорванную резьбу педали могут восстановить в мастерской, рассверлив отверстие и установив специальную втулку.
- Погнутый (например, в результате падения) алюминиевый шатун стоит заменить, даже если нет видимых трещин — он может сломаться в самый неподходящий момент.
- Иногда при вращении педалей появляется треск или хруст в районе каретки, первое подозрение падает обычно на собственно каретку. Но часто виновником оказывается разболтавшееся соединение вала и шатуна — следует снять шатун, нанести свежую смазку на вал и как следует затянуть крепление.